# Andrea Casiraghi
Andrea Albert Pierre Casiraghi (Monte Carlo, 8 de junho de 1984) é o filho mais velho da princesa Caroline de Mônaco e de seu segundo e finado marido, Stefano Casiraghi. É casado com a socialite bilionária Tatiana Santo Domingo.
Atualmente, ele é o quarto na linha de sucessão ao trono monegasco, logo após sua mãe. Se seu tio materno, Alberto II, morresse sem deixar filhos legítimos, Andrea um dia poderia ter sido o Príncipe Sereno-soberano de Mônaco, quando adotaria o sobrenome Grimaldi.

## Nascimento e família
Andrea Casiraghi nasceu às 22h40min, no Centro Hospitalar Princesa Grace, em Monte Carlo, e foi nomeado a partir de um amigo de infância de seu pai. Seus padrinhos são a princesa Stéphanie, sua tia materna, e Marco Casiraghi, seu tio paterno.
Tinha seis anos de idade quando seu pai morreu em um acidente de barco, em outubro de 1990.
Neto mais velho de Rainier III,e sua esposa, a ex-atriz americana Grace Kelly, ele tem dois irmãos mais novos, Charlotte e Pierre, e uma meia-irmã, a princesa Alexandra de Hanôver, fruto do terceiro casamento de sua mãe, com o príncipe Ernst August V.

## Educação e carreira
Foi criado em Saint-Rémy-de-Provence perto de Paris, onde cresceu com seus irmãos, e visitava Mônaco para eventos sociais.  Andrea Casiraghi terminou seu ensino secundário na Escola Internacional de Paris. Enquanto cursava o ensino superior, morou no Canada, Espanha, Estados Unidos, e Londres.
Após um período de intercambio na Universidade McGill em Montreal, Quebec, Canadá, Andrea graduou-se com um Bachelor of Arts em Artes visuais e em  na Universidade Americana de Paris, a instituição norte-americana mais antiga na Europa em 2006.  De 2007 a 2009, estudou na New School em Nova York, recebeu seu diploma de mestrado em Relações Internacionais.
Ele foi estagiário na Embaixada Monegasca em Catar, que, como a maioria das embaixadas de Mônaco, tem sede em Paris; Em 2014, iniciou um Mestrado em administração de empresas na IE Business School em Madrid, Andrea trabalha ao lado de seu irmão Pierre, na empresa fundada por seu pai, a ENGECO S.A.M., dirigida por seu tio Marco Casiraghi.
É fluente em francês, inglês, italiano, espanhol e entende alemão.

## Casamento e filhos
A princesa Caroline do Mónaco confirmou em 4 de julho de 2012, o noivado do seu filho mais velho, Andrea Casiraghi, e da namorada, Tatiana Santo Domingo. Os dois conheceram-se em Paris e depois de sete anos de namoro decidiram casar em 2013, de acordo com a edição italiana da revista Vogue.
Casaram-se a 31 de agosto de 2013, numa cerimónia civil no Palácio Grimaldi, no Mónaco. Segundo a imprensa internacional, terá sido por volta das 10h45min que o casal se tornou marido e mulher, tendo em conta que foi nesse momento que se ouviram fortes aplausos. Seguiu-se um almoço para 400 pessoas junto à piscina do palácio. Cinco meses depois de se terem casado pelo civil Andrea e Tatiana festejaram em 2 de fevereiro de 2014 a cerimónia religiosa, numa estância de esqui em Rougemont, na Suíça, na presença de 300 convidados.
Possuem três filhos:  Alexandre Casiraghi  conhecido na imprensa como Sasha, nasceu em 21 de março de 2013 em Londres. India Julia Casiraghi, nascida em 12 de abril de 2015, e Maximilian Rainier Casiraghi, nascido em 19 de abril de 2018 em Londres. A familia vive em Londres. .

## Vida pública
Desde 2004,  se envolveu, em diferentes graus, com a Associação Mundial de Amigos das Crianças (AMADE), uma organização filantrópica fundada em 1963 por sua avó Grace; agora é presidida por sua mãe, a princesa Caroline. Ele passou oito meses ensinando crianças no Senegal, no Togo e na Nigéria. Foi também e 2006 que Andrea começou a representar sua mãe em suas funções oficiais, mais notadamente em agosto, quando visitou Manila, Filipinas, para um evento de caridade. Desde 2007, ele tem sido o patrono da Fundação Motrice, que financia pesquisas sobre paralisia cerebral.

Andrea participa regularmente de importantes eventos sociais em Mônaco relacionados à Família Principesca, como o Dia Nacional, O baile da Rosa,  e o Grande Prêmio de Mônaco da competição de Fórmula 1.  Em 2011, Casiraghi e seus irmãos Charlotte e Pierre foram anfitriões do baile anual do Mônaco, na ausência do príncipe Albert, da princesa Caroline e da princesa Stéphanie, que estavam de luto pela morte da tia Princesa Antoinette, baronesa de Massy, alguns dias antes. Andrea fez o discurso no início do evento. No mesmo ano, ele participou do casamento de seu tio Prince Albert e Charlene Wittstock, que aconteceu em 1 e 2 de julho de 2011.
Conhecido por sua boa aparência e habilidades desportivas - ele corre, esquia, joga futebol e também toca guitarra - foi incluído na revista People, em 2002, na lista das 50 pessoas mais bonitas do mundo.
Em dezembro de 2011, Casiraghi teve sua carteira de motorista cassada depois que ele foi pego em alta velocidade a 200 km / h perto de Lyon, na França. Andrea é regularmente rastreado pelos tablóides e paparazzi. Quando era jovem, a mídia o apelidou de "enfant terrible" (anjo rebelde). Ele foi destaque em um artigo da Town & Country sobre jovens da realeza, e foi eleito o mais elegante homem real pelos leitores da Hello Magazine. Em 2008, a Forbes colocou-o em décimo lugar na lista dos "20 melhores jovens da realeza".